# Словашки език
Слова̀шкият езѝк (на словашки: slovenčina) е славянски език от групата на западнославянските езици, говорен от около 5 600 000 души в Словакия, Сърбия, Унгария.
Словашкият е близкородствен с чешкия, с който има висока степен на взаимна разбираемост, както и с полския. Подобно на други славянски езици, словашкият е флективен език със сложна морфологична система и относително свободен словоред. В речниковия му запас се забелязва влияние от латинския, немския, както и други славянски езици.
Чешко-словашката езикова подгрупа в западнославянската група се обособява през развитото Средновековие, като стандартизирането на чешкия и словашкия в чешко-словашкия диалектен континуум започва през ранното съвремие. Около втората половина на 19 век съвременната словашка азбука и книжовен език са установени от Людовит Щур и Мартин Хатала. Моравските диалекти, които се говорят в западната част на страната, покрай границата с Чехия, също понякога се причисляват към словашкия, макар някои от западните им говори да са по-близки до чешкия; въпреки това образуват междинните диалекти между двата езика.
Родни носители на словашкия има и в словашката диаспора в САЩ, Чехия, Аржентина, Сърбия, Ирландия, Румъния, Полша (където е признат като малцинствен език), Канада, Унгария, Германия, Хърватия, Израел, Великобритания, Австралия, Австрия, Украйна, Норвегия, както и в други държави, но в по-малък размер.

## Правопис и фонология

### Азбука
Словашкият език използва латиница с няколко допълнителни диакритични знака: карон (ˇ), акут (´), трема/умлаут (¨), и циркумфлекс (ˆ), които се поставят при доста букви (Áá, Ää, Čč, Ďď, dž, Éé, Íí, Ľľ, Ĺĺ, Ňň, Óó, Ôô, Ŕŕ, Šš, Ťť, Úú, Ýý, Žž).
Азбуката се състои от 46 букви (22 съгласни и 14 гласни звука), което я прави най-дългата славянска азбука.
| Главни букви |   |   |   |   |   |   |   |    |    |   |   |   |   |   |    |   |   |   |   |   |   |   |   |   |   |   |   |   |   |   |   |   |   |   |   |   |   |   |   |   |   |   |   |   |   |
| A            | Á | Ä | B | C | Č | D | Ď | Dz | Dž | E | É | F | G | H | Ch | I | Í | J | K | L | Ĺ | Ľ | M | N | Ň | O | Ó | Ô | P | Q | R | Ŕ | S | Š | T | Ť | U | Ú | V | W | X | Y | Ý | Z | Ž |
| Малки букви  |   |   |   |   |   |   |   |    |    |   |   |   |   |   |    |   |   |   |   |   |   |   |   |   |   |   |   |   |   |   |   |   |   |   |   |   |   |   |   |   |   |   |   |   |   |
| a            | á | ä | b | c | č | d | ď | dz | dž | e | é | f | g | h | ch | i | í | j | k | l | ĺ | ľ | m | n | ň | o | ó | ô | p | q | r | ŕ | s | š | t | ť | u | ú | v | w | x | y | ý | z | ž |

#### Гласни звукове
Гласните се делят на кратки и дълги. Кратките се изписват без диакритичен знак, а върху дългите се изписва акут: Aa, Áá, Ee, Éé, Ii, Íí, Oo, Óó, Úú, Yy, Ýý. Други гласни са:
- т.нар. „широко а“, Ää, което може да носи две звукови стойности: /æ/ (застаряваща) и /ɛ/, която се използва в съвремието.
- Ôô е дифтонг, който винаги се произнася като „уо“.

#### Съгласни звукове
Звуковите стойности на повечето съгласни са сходни с тези в българския. Съгласни, които нямат съответствие в българския, са:
- Hh – прилича на българското „х“, но се произнася по-придихателно /ɦ/. Българското съответствие на „х“ е ch /x/. Ако се намира в края на думата, h се произнася като ch;
- Сричкообразуващите съгласни могат да бъдат удължени:
  - Ĺĺ – представлява двойно „л“ /l̩ː/. Среща се сравнително рядко, напр. в думите kĺb ('става'), stĺp ('стълб'), predĺženie ('продължение; удължаване');
  - Ŕŕ – представлява двойно „р“ /r̩ː/. Среща се сравнително рядко, напр. в думите vŕba ('върба'), tŕň ('трън').

### Ритмично правило
За книжовния словашки е присъщо т.нар. „ритмично правило“, което не се среща в никой друг славянски език. То гласи, че дълга сричка (тоест сричка, която съдържа дългите гласни á, é, í, ý, ó, ú, ŕ, ĺ или дифтонгите ia, ie, iu, ô) не може да бъде последвана от друга дълга сричка в същата дума, когато наставката, която се прибавя към нея, по правило съдържа дълга гласна. Правилото се прилага както при съществителни и прилагателни имена, така и при глаголи. Например:
- tráva ('трева', именителен падеж, ед.ч.) в дателен падеж, мн.ч. вместо trávám ще стане trávam;
- към корена на прилагателното krásn- ('красив') окончанията -ý, -á, -é ще станат -y (krásny), -a (krásna), -e (krásne);
- към глагола tlieskať ('пляскам, ръкопляскам') личните окончания за сегашно време -ám, -áš, -á ще станат съответно -am (tlieskam), -aš (tlieskaš), -a (tlieska) и т.н.

Съществуват и изключения.

## Граматика

### Падежна система
Подобно на други славянски езици, словашкият има падежна система, която се отнася за съществителните и прилагателните имена, както и за глаголните причастия. Падежите в него са 6: именителен (nominatív), родителен (genitív), дателен (datív), винителен (akuzatív), творителен (inštrumentál) и местен (lokál). Познати са също като „1-ви падеж“, „2-ри падеж“, „3-ри падеж“ и т.н.
За разлика от други славянски езици, за словашкия е присъща липсата на звателен падеж. Вместо него се използва формата за именителен падеж. Докъм края на 80-те години на 20 век звателният се приема за съществуващ в езика и се е преподавал в училищата. Днес падежът вече не се смята за съществуващ, с изключение на няколко думи, които се използват в религиозен, книжовен или ироничен контекст:
| Именителен     | Звателен | Превод            | Именителен     | Звателен      | Превод        | Именителен  | Звателен | Превод |
| -------------- | -------- | ----------------- | -------------- | ------------- | ------------- | ----------- | -------- | ------ |
| Boh (м.р.)     | Bože     | Боже              | Ježiš (м.р.)   | Ježišu        | Исусе         | mama (ж.р.) | mamo     | мамо   |
| Kristus (м.р.) | Kriste   | Христе            | priateľ (м.р.) | priateľu      | приятелю      | žena (ж.р.) | ženo     | жено   |
| pán (м.р.)     | pane     | господине         | brat (м.р.)    | bratu, bratku | брате, братко |             |          |        |
| otec (м.р.)    | otče     | тате, татко; отче | syn (м.р.)     | synu, synku   | сине, синко   |             |          |        |
| človek (м.р.)  | človeče  | човече            |                |               |               |             |          |        |
| chlap (м.р.)   | chlape   | момче             |                |               |               |             |          |        |
| chlapec (м.р.) | chlapče  | момче             |                |               |               |             |          |        |

В ежедневната реч понякога се използва чешкият звателен падеж при някои думи:
| Именителен     | Звателен | Превод                 |
| -------------- | -------- | ---------------------- |
| majster (м.р.) | majstre  | маестро                |
| šéf (м.р.)     | šéfe     | шефе                   |
| švagor (м.р.)  | švagre   | шурей, девер, баджанак |

В последно време се забелязва появата на звателни форми при някои съществителни, назоваващи членове на семейството или лични имена, вероятно под влиянието на унгарския език:
| Именителен   | Звателен | Превод       |
| ------------ | -------- | ------------ |
| otec (м.р.)  | oci      | тате         |
| mama (м.р.)  | mami     | мамо         |
| babka (ж.р.) | babi     | бабо         |
| Paľo (м.р.)  | Pali     | Павле, Павка |
| Zuza (ж.р.)  | Zuzi     | Зузи         |

### Глаголна система
Глаголите в словашкия, както във всички други славянски езици, биват два вида: несвършен и свършен. Не всеки глагол има по два вида, но всеки глагол има неопределителна форма, т.нар. инфинитив, който е основната, речникова форма. Основните глаголните времена са три: минало, сегашно и бъдеще.
Наклоненията са изявително, условно и повелително.

#### Инфинитив
Инфинитивът на всички глаголи завършва на буквата -ť. Стоящата преди нея гласна определя как глаголът ще се спрегне. По-разпространените са:
- завършващи на -ať (spievať – 'пея', vracať – 'повръщам');
- завършващи на -ovať (cestovať – 'пътувам', pracovať – 'работя');
- завършващи на -iť (robiť – 'правя', chodiť – 'ходя');
- завършващи на -ieť (rozumieť – 'разбирам', trieť – 'трия');
- завършващи на -uť или -úť (tiahnuť – 'дърпам', vädnúť – 'вехна').

Немалко са и глаголите с неправилно спрежение: byť ('съм'), ísť ('отивам'), chcieť ('искам'), jesť ('ям') и т.н.

#### Минало време
Минало време се образува с помощта на сегашната форма на глагола byť ('съм') и миналото деятелно (или страдателно) причастие на въпросния глагол. Ако е от несвършен вид, миналото му време обикновено се превежда с минало несвършено, неопределено или предварително време (напр. spieval som – 'пеех, пял съм, бях пял, бил съм пял'), а ако е от свършен вид, миналото му време обикновено се превежда с минало свършено, неопределено или предварително време (zaspieval som – 'изпях, изпял съм, бях изпял, бил съм изпял').

#### Сегашно време
Сегашно време при правилните глаголи се образува, като се премахне инфинитивното окончание и към оставащия корен се прибавят съответните окончания за лице и число. Към всяка една група има подгрупи, при които има особености при спрежението – например ако коренът завършва на мека съгласна или ако в корена има дълга гласна или дифтонг.

#### Бъдеще време
Бъдеще време се образува по два начина в зависимост от вида на глагола:
- Ако глаголът е от несвършен вид, се използва формата за бъдеще време на глагола byť (budem, budeš, bude, budeme, budete, budú), последвана от въпросния глагол в инфинитив: напр. budem spievať – 'ще пея', budeš jesť – 'ще ядеш' и т.н.
- Ако глаголът е от свършен вид, се използва самостоятелна форма, към която обикновено има представка, указваща свършения вид. Така например глаголът „ям“ в несвършен вид е jesť. Формата му в свършен вид, „(да) изям“, е zjesť; следователно ще се спрегне по следния начин: zjem – 'ще изям', zješ – 'ще изядеш', zje – 'ще изяде', zjeme – 'ще изядем', zjete – 'ще изядете', zjedia – 'ще изядат'.